# Amnirana galamensis
Espèce
Synonymes
- Rana galamensis Dumeril & Bibron, 1841
- Hylarana galamensis (Dumeril & Bibron, 1841)
- Limnodytes bravanus Peters, 1882
- Rana oubanghiensis Mocquard, 1896
- Rana fiechteri Scortecci, 1929
- Rana magretti Scortecci, 1929
- Rana somalica Scortecci, 1930

Statut de conservation UICN

 LC  : Préoccupation mineure
Amnirana galamensis est une espèce d'amphibiens de la famille des Ranidae.

## Répartition
Cette espèce se rencontre en Afrique subsaharienne, :
- en Afrique de l'Ouest au Bénin, au Burkina Faso, en Côte d'Ivoire, en Gambie, au Ghana, en Guinée-Bissau, au Mali, au Nigeria, au Sénégal et au Sierra Leone ;
- en Afrique centrale au Cameroun, en République centrafricaine, en République démocratique du Congo ;
- en Afrique de l'Est en Érythrée, en Éthiopie, au Kenya, en Somalie, en Tanzanie et en Ouganda ;
- en Afrique australe au Malawi, au Mozambique et en Zambie.

## Description
Amnirana galamensis mesure environ 60 mm, un mâle d'une longueur de 77,4 mm a été découvert dans le parc National de Comoé et la plus grande femelle mesurait 62 mm. Toutefois les mâles restent généralement plus petits que les femelles. Son dos varie du crème au brun foncé et est relativement uniforme montrant seulement quelques taches jaune pâle dans la région anale et sur les cuisses. Une bande longitudinale de couleur jaune ou orange clair va des narines jusqu'à l'arrière du corps. Le dessus de ses lèvres est surligné de blanc. Son ventre varie du blanc au gris clair et présente au niveau de la gorge et à la racine des membres des marbrures foncées.

## Étymologie
Son nom d'espèce, composé de galam et du suffixe latin -ensis, « qui vit dans, qui habite », lui a été donné en référence au lieu de sa découverte, les étangs de Galam.

## Publication originale
- Duméril & Bibron, 1841 : Erpétologie générale ou Histoire naturelle complète des reptiles, vol. 8, p. 1-792 (texte intégral).